# Алі (Казахстан)
Алі́ (каз. Әлі) — село у складі Ілійського району Алматинської області Казахстану. Входить до складу Байсеркенського сільського округу.
Населення — 1682 особи (2021; 1270 у 2009, 772 у 1999, 658 у 1989).